# Ptychomniaceae
Ptychomniaceae là một họ rêu trong bộ Isobryales.